# Chloridops
Chloridops Wilson, 1888 è un genere estinto di uccelli passeriformi della famiglia Fringillidae.

## Etimologia
Il nome scientifico del genere, Chloridops, è formato dalla parola Chloris (nome scientifico dei verdoni) col suffisso di origine greca -ωψ (-ōps, "faccia"), col significato quindi di "somigliante ai verdoni", in riferimento all'aspetto e soprattutto alla forma del becco.

## Descrizione
Si tratta di uccelli di dimensioni medio-grandi nell'ambito dei Drepanidini, con le due specie estinte in tempi più antichi che raggiungendo i 25–28 cm di lunghezza rappresentavano le specie di maggiori dimensioni della tribù, mentre quella estintasi più di recente era più piccola, attestandosi attorno ai 15 cm.

## Distribuzione e habitat
Questi uccelli erano endemici delle Hawaii, dove il frosone di Kona ed il frosone King Kong popolavano l'isola di Hawaii, mentre il frosone di wahi abitava Kauai, Oahu e Maui.
L'habitat delle due specie subfossili non è noto con certezza, mentre quello della specie estintasi più di recente erano le foreste di naio nei pressi dei campi di lava in quota.

## Biologia
Questi uccelli avevano abitudini diurne e solitarie e passavano la maggior parte del tempo a cibarsi, spaccando col forte becco i duri involucri dei semi di cui si nutrivano.

## Tassonomia
Al genere vengono ascritte tre specie, una estintasi alla fine del XIX secolo e due estintesi nel tardo Quaternario e note in base a resti sufossili:
- Chloridops kona (Wilson, 1888) - frosone di Kona
- Chloridops regiskongi James & Olson, 1991 - frosone King King
- Chloridops wahi James & Olson, 1991 - frosone wahi

Nell'ambito della tribù dei Drepanidini, il genere Chloridops forma un clade con Loxioides e, anche se meno vicino filogeneticamente, con Rhodacanthis.